# Troféu Inconfidência
Il Troféu Inconfidência è una competizione calcistica dello stato brasiliano del Minas Gerais, organizzata dalla FMF.
Istituita nel 2020, è disputata dai club classificati fra il quinto e l'ottavo posto nella prima fase del campionato mineiro, e si svolge contemporaneamente alla fase finale del torneo. Il vincitore si qualifica per la Recopa Mineira contro il vincitore del Troféu do Interior e per l'edizione successiva di Coppa del Brasile.

## Storia
Creato nel 2020, ha assunto tale denominazione in omaggio all'Inconfidência Mineira, movimento di indipendenza manifestatosi nello Stato del Minas Gerais nel 1789. La prima edizione ha visto la vittoria a tavolino dell'Uberlândia dopo la cancellazione dell'incontro a causa di un focolaio di COVID-19 e la successiva rinuncia da parte dell'altro finalista, il Cruzeiro.
L'edizione del 2021 ha visto in finale URT e Pouso Alegre, vittoriosi in semifinale rispettivamente contro Athletic e Caldense. La vittoria è andata al Pouso Alegre che ha avuto la meglio ai tiri di rigore.
Il 2022 ha visto il successo del Democrata-GV contro il Tombense per 1-0, mentre nelle semifinali, disputate in sfide di andata e ritorno a differenza delle edizioni precedenti, sono stati eliminati Villa Nova ed América-MG.
Nel 2023 è cambiato il format della competizione con sfide di andata e ritorno anche in finale. Il trofeo è stato aggiudicato dal Tombense, finalista della passata edizione e vittorioso per 5-3 contro il Villa Nova nel totale del doppio confronto. In semifinale sono stati eliminati Democrata-GV e Pouso Alegre.

## Albo d'oro
| Anno | Vincitore    | Risultato         | Finalista    |
| ---- | ------------ | ----------------- | ------------ |
| 2020 | Uberlândia   | -                 | Cruzeiro     |
| 2021 | Pouso Alegre | 0 - 0 (2-4 d.c.r) | URT          |
| 2022 | Democrata-GV | 1 - 0             | Tombense     |
| 2023 | Tombense     | 5 - 3             | Villa Nova   |
| 2024 | Athletic     | 3 - 1 3 - 0       | Pouso Alegre |

## Vittorie per squadra
| Squadra      | Vittorie | Sconfitte | Anni vittorie |
| ------------ | -------- | --------- | ------------- |
| Uberlândia   | 1        | -         | 2020          |
| Pouso Alegre | 1        | -         | 2021          |
| Democrata-GV | 1        | -         | 2022          |
| Athletic     | 1        | -         | 2024          |
| Tombense     | 1        | 1         | 2023          |